# カール・ホルツ (ヴァイオリニスト)
カール・ホルツ（Karl Holz 1799年3月3日 - 1858年11月9日）は、オーストリアのヴァイオリニスト。シュパンツィヒ四重奏団で演奏し、ベートーヴェンの生涯最後の数年間には秘書として彼に仕えた。

## 初期キャリア
1819年にヨーゼフ・ベームがウィーンで弦楽四重奏団を結成し、当時オーストリア政府に公務員として務めていたホルツも第2ヴァイオリンとして参加した。1823年に数年間にわたり同市を留守にしていたヴァイオリニストのイグナーツ・シュパンツィヒが戻ってきた。シュパンツィヒは1790年代にウィーンで弦楽四重奏団を結成、ベートーヴェンの古くからの友人であった彼はベートーヴェンの作品18の弦楽四重奏曲（第1番、第2番、第3番、第4番、第5番、第6番）の初演を手掛けていた。ベームの四重奏団が解散したことに伴い、ホルツはシュパンツィヒが再結成した四重奏に加わることになる。
1810年の第11番の完成以後、弦楽四重奏曲の作曲から遠ざかっていたベートーヴェンであったが、1824年にニコライ・ガリツィン王子の委嘱に応えて3作の四重奏曲の作曲に着手した。その最初の作品である第12番は翌年にシュパンツィヒ四重奏団によって初演された。同団は後に他の2作の委嘱作品である第13番と第15番も演奏している。

## ベートーヴェンの秘書として
ホルツがベートーヴェンの写譜士のひとりとして働いていた頃、ベートーヴェンが当時の秘書であったアントン・シンドラーを解雇して1825年にホルツが秘書の役割を仰せつかることになった。ホルツ宛ての書簡やベートーヴェンの会話帳からは、ホルツがベートーヴェンの熱心な称賛者であり彼の大きな助けになっていたことがわかる。ベートーヴェンは1826年にシンドラーと和解しており、シンドラーは主人の事務をこなすホルツを手助けすべく戻ってきている。
数年後、ホルツは音楽学者のルートヴィヒ・ノールに後期四重奏曲が書かれた当時のベートーヴェンの様子について語っている。「ガリツィン王子から委嘱された3曲の四重奏曲を作曲する間にも、尽きることのないベートーヴェンの創造力からはあまりに豊かな新作四重奏曲の着想が流れ出てくるので、彼は事実上心ならずも嬰ハ短調とヘ長調の四重奏曲を書かざるを得なかったのです。一緒に外を散歩していると『君ね、私は今新しい着想を得たよ』と目を輝かせながらひょうきんに言い、スケッチ帳にいくらかの音符を書きつけるのでした。」
同様にルートヴィヒ・ノールに語る中で、ホルツは次のようにも述べている。「彼にとって四重奏曲を書いた中での最上の業績、そして彼のお気に入りの作品は、変ロ長調の四重奏の3/4拍子で変ホ長調のカヴァティーナでした。彼は実のところ憂鬱に涙しながらこれを作曲し（1825年の夏のこと）、かつて自分の作品が自分自身にこのような影響をもたらしたことはない、その曲を思い返すだけでも新たに涙が出てくるのだと私に打ち明けたのです。」

## ベートーヴェン後
1829年、ホルツは1819年の創設以降ウィーンで催されたコンサートシリーズである「Concerts Spirituels」の指揮者に就任した。指揮者としてのホルツはベートーヴェンの作品を頻繁に演奏会で取り上げた。
1830年にイグナーツ・シュパンツィヒがこの世を去った後、ヴァイオリニストで作曲家のレオポルト・ヤンサがシュパンツィヒ四重奏団の団員であったホルツ、チェリストのヨーゼフ・リンケとともに弦楽四重奏団を結成している。